# Trillingøyane
Die Trillingøyane (norwegisch für Drillingsinseln) sind drei kleine Inseln vor der Prinz-Harald-Küste des Königin-Maud-Lands. Sie liegen vor der Südseite der Landspitze Skarvsnes in der Trillingbukta, einer Nebenbucht der Lützow-Holm-Bucht.
Norwegische Kartographen, die sie auch deskriptiv benannten, kartierten sie anhand von Luftaufnahmen der Lars-Christensen-Expedition 1936/37.